# Betondorp

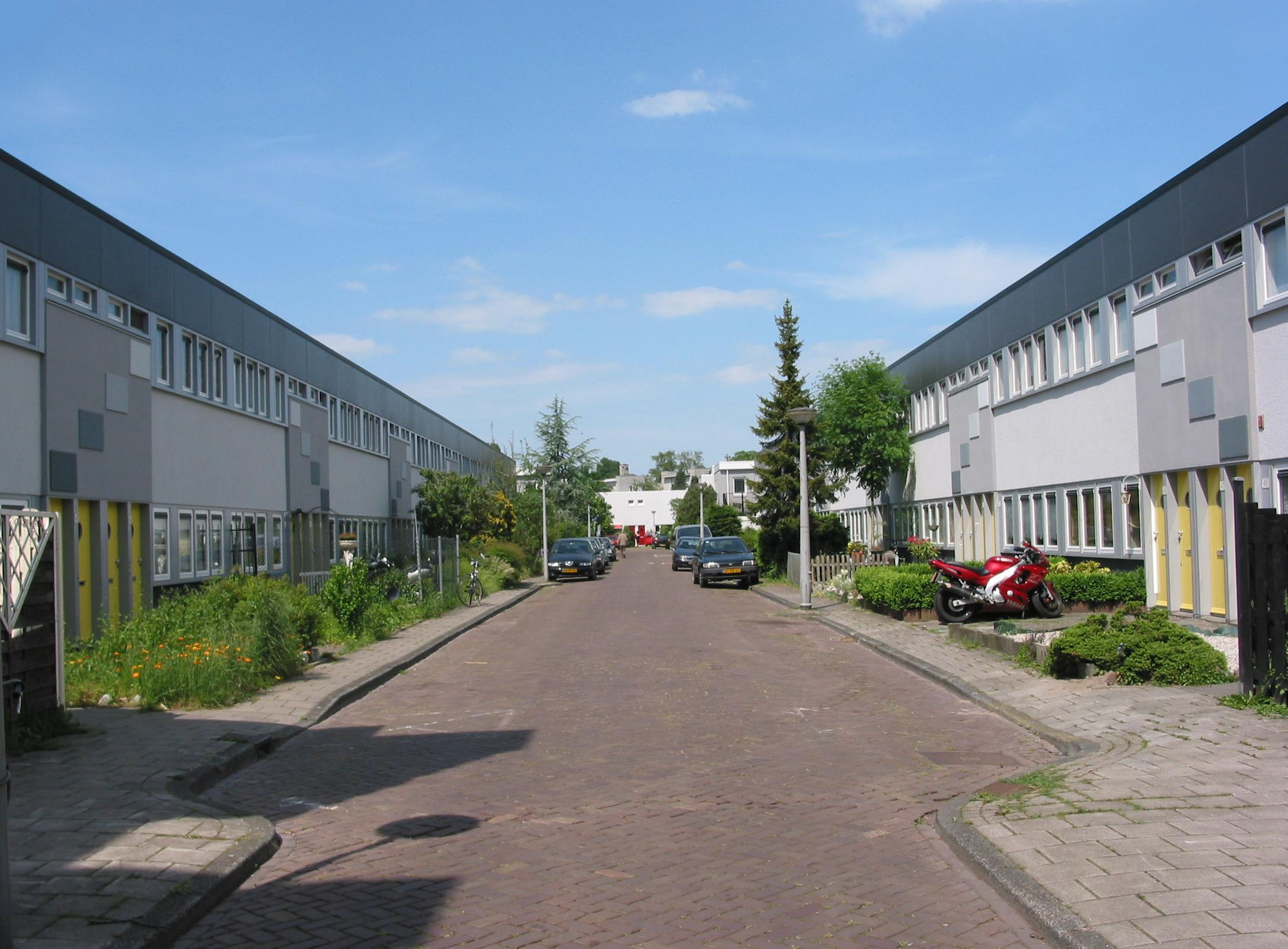
Schovenstraat

Betondorp is een buurt in het Amsterdamse stadsdeel Oost. De buurt werd als tuindorp gebouwd in de Watergraafsmeer tussen 1923 en 1925 als Tuindorp Watergraafsmeer. Het was na het complex Kossel I (1921-1922) in de Rotterdamse wijk Bloemhof het tweede woningbouwproject waarbij veel beton werd toegepast bij de bouw. Daardoor ging het in de volksmond al snel 'Betondorp' heten. De bouw was net als in Rotterdam bedoeld als experiment om de mogelijkheden te verkennen van de toepassing van beton in de volkshuisvesting.
Naar aanleiding van een aanvraag van Heemschut werd de wijk op 20 november 2022 aangewezen als beschermd stadsgezicht.

## Betonexperimenten
Toen de buurt werd opgezet was er een tekort aan geschoolde bouwvakkers. Bovendien was er sprake van een voortdurende stijging van de baksteenprijzen door een aanhoudend grote vraag. Na de Eerste Wereldoorlog was er een nijpend tekort aan goedkope woningen. Daarom werd besloten aan de rand van de gemeente, ver van de bestaande bebouwing van Amsterdam-Oost en de kern van de zojuist bij Amsterdam gevoegde gemeente Watergraafsmeer, een wijk van 900 woningen te bouwen, die naast baksteenwoningen ook uit een groot aantal woningen van beton zou bestaan. Voor dit materiaal was gekozen omdat het goedkoop was en omdat er dan minder bouwvakkers nodig waren. In Betondorp werd een tiental systemen voor betonbouw toegepast, geselecteerd uit 50 inzendingen. De uitvoerders van deze tien systemen hadden zelf een architect in de hand genomen, waaronder Han van Loghem en Dick Greiner, die een dorp ontwierpen van huizen met platte daken.
Het stedenbouwkundige plan van Betondorp werd uitgevoerd door Jan Gratama en Gerrit Versteeg en is gebaseerd op de tuinstad-idee. De wijk werd opgezet rond een centraal plein, Brink geheten, waar de belangrijkste straten op uitkomen. Aan de Brink bevindt zich een aantal middenstandswoningen en centrale voorzieningen, zoals winkels, een bibliotheek en een verenigingsgebouw. Kerken en cafés ontbraken aanvankelijk. De straatnamen zijn ontleend aan dorps- en agrarische begrippen, zoals Brink, Landbouwstraat, Veeteeltstraat, Kouterstraat etc.
In tegenstelling tot de oudere wijken in Amsterdam is Betondorp ruim opgezet en bevat het veel groen in de vorm van plantsoenen en hofjes. De Brink vormt hierop een uitzondering. De bebouwing is hier aaneengesloten, wat echter gecompenseerd wordt met een groot plantsoen in het midden. De Brink is ontworpen door Dick Greiner en uitgevoerd in het door Wim Greve uitgevonden korrelbeton. De bebouwing hier bestaat uit in bekistingen gegoten beton met daartussen slakkenbeton. De muren zijn van buiten bepleisterd.
| Architect         | Techniek    | Locatie                                                                  | Details | Datum                |
| ----------------- | ----------- | ------------------------------------------------------------------------ | --- | -------------------- |
| H.F. Mertens      | Isotherme   | Landbouwstraat, Oogststraat                                              | |                      |
| J.H. Mulder       | Wingnet     | Duivendrechtselaan, Onderlangs                                           | |                      |
| H.W. Valk         | Olbertz     | Sikkelstraat                                                             | |                      |
| J. Hulsbosch      | Kossel      | Onderlangs, Tuinbouwstraat, Ploegstraat                                  | |                      |
| D. Roosenburg     | Non-Plus    | Hooistraat                                                               | |                      |
| W. Greve          | Korrelbeton | Oogststraat                                                              | |                      |
| J.B. van Loghem   | Bims Beton  | Graanstraat, Schovenstraat, Zuivelplein                                  | |                      |
| J. Gratama        | Hünkemoller | Weidestraat, Onderlangs                                                  | |                      |
| D. Greiner        | Bron        | Brink, Zuivelplein, Huismanshof, Veeteeltstraat, Graanstraat, Zaaiersweg | |                      |
| D. Greiner        | Korrelbeton | Brink (oostzijde)                                                        | 10 woningen, 6 winkels, 2 kantoren                                                                                | 1924 - mei 1925      |
| D. Greiner        | Korrelbeton | Brink (noord-, west- en zuidzijde)                                       | 37 woningen, 6 winkels, bibliotheek, verenigingsgebouw, bakkerij, 2 bergplaatsen, 10 garages, transformatorhuisje | 1926 - februari 1928 |
| Overige bebouwing |             |                                                                          | |                      |
|                   | Baksteen    | Brink                                                                    | bejaardenwoningen                                                                                                 | 1928 - 1930          |

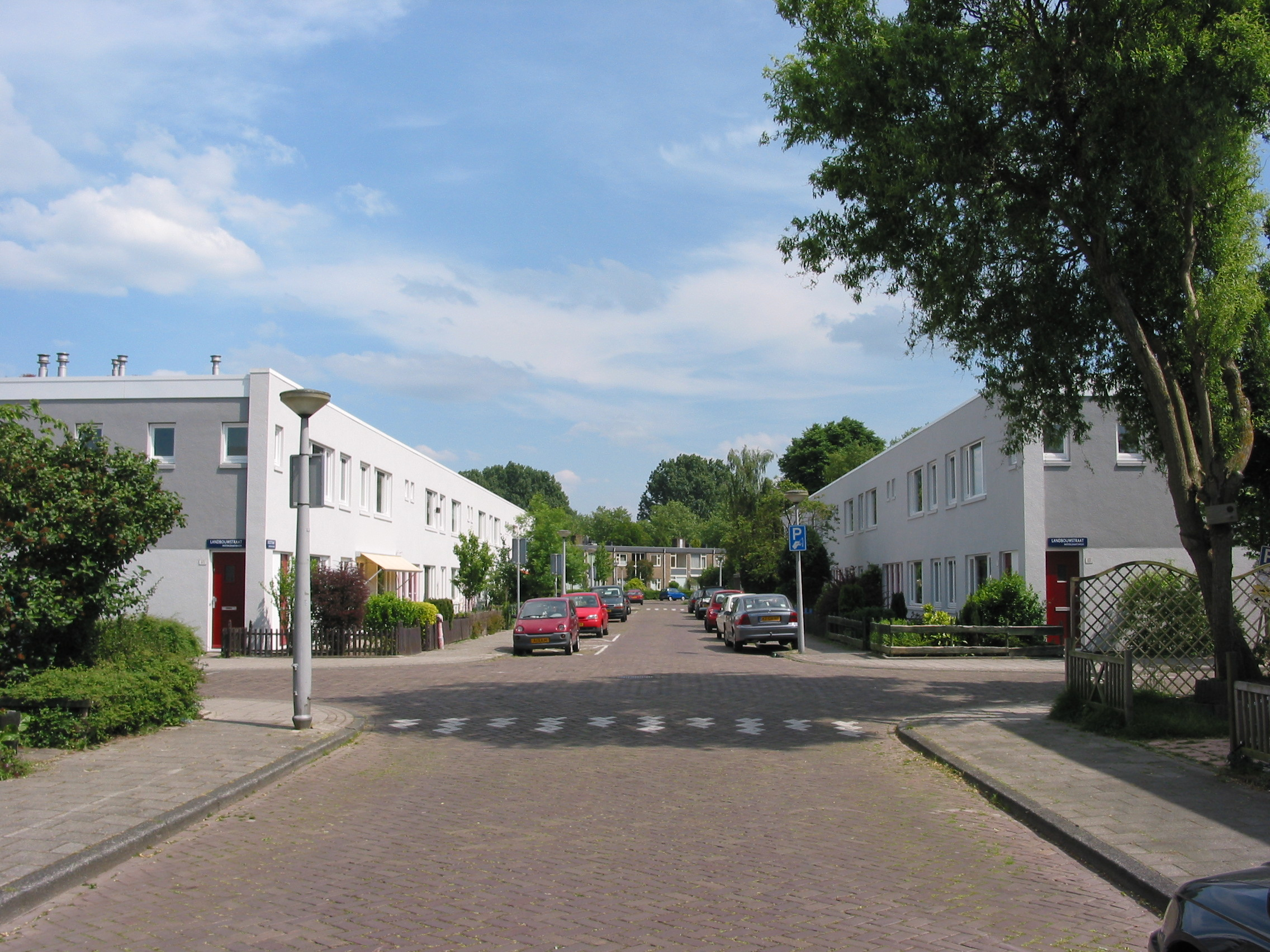
Oogststraat

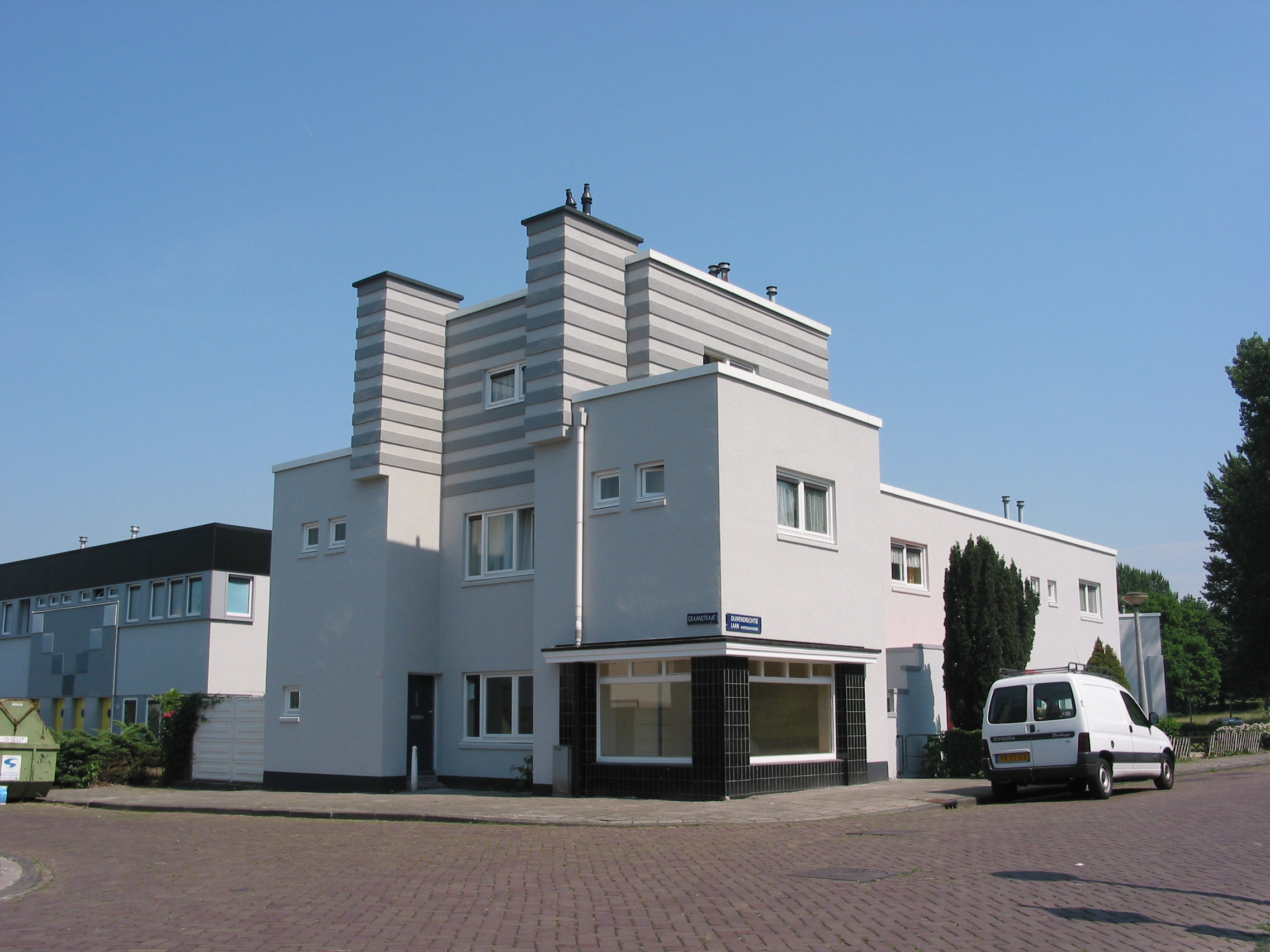
Duivendrechtselaan

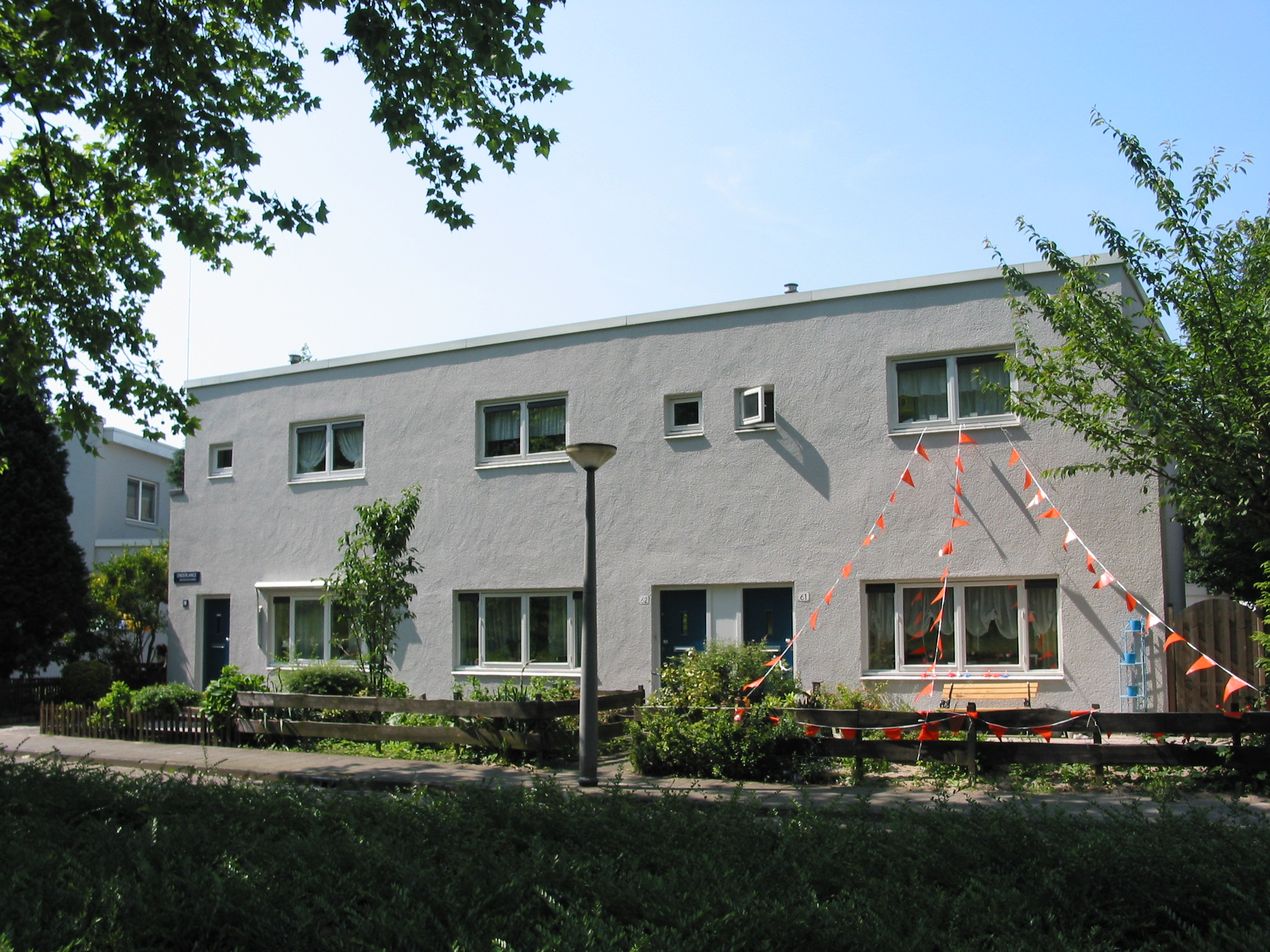
Onderlangs

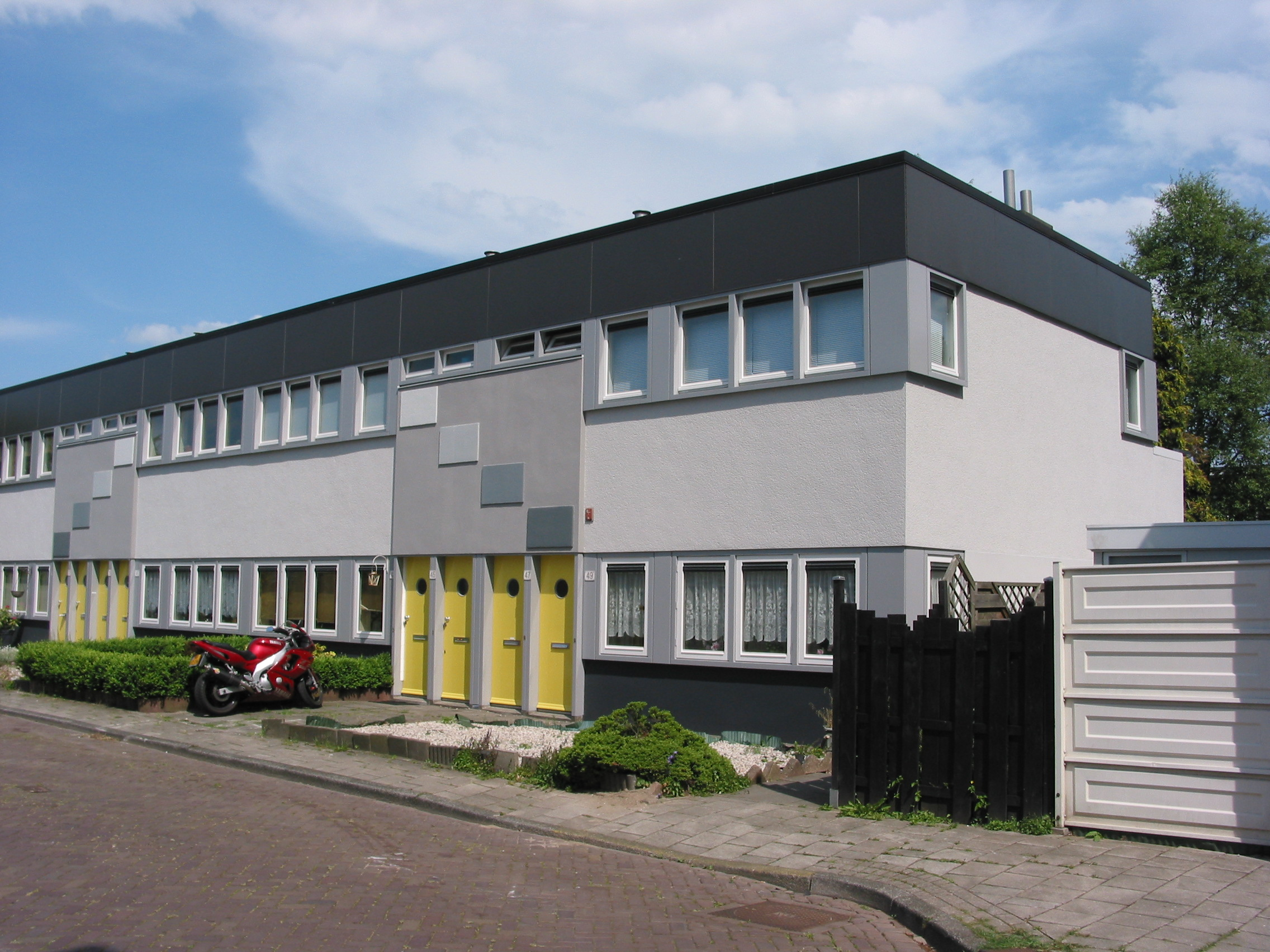
Schovenstraat

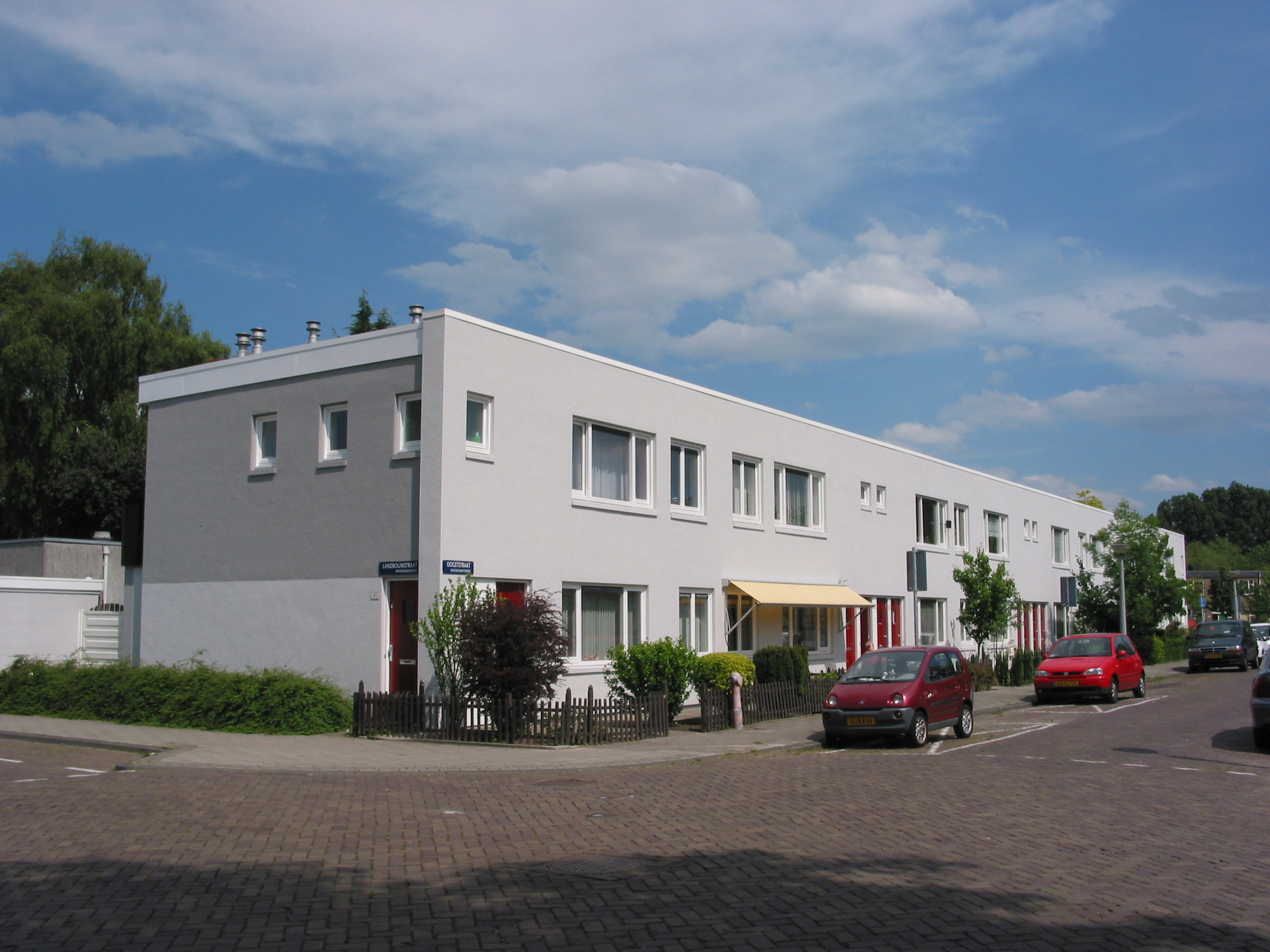
Oogststraat

De eerste huurders werden geselecteerd uit ambtenaren en geschoolde arbeiders, en nieuwe huurders werden de facto gekozen door middel van coöptatie. Politiek stonden de meeste bewoners links van het midden; ze stemden veelal SDAP of CPH en lazen Het Volk. In 1934 werd tegenover Betondorp het Stadion De Meer van voetbalclub Ajax geopend. De wijk was geen onverdeeld succes. Al snel na de bouw bleek dat de muren niet altijd waterdicht waren, wat zorgde voor de nodige vochtoverlast.
Van 1928 tot 1930 werd de wijk uitgebreid met een rijtje bejaardenwoningen. Omdat de baksteenprijzen inmiddels gedaald waren, werden deze uitgevoerd in baksteen. In de jaren vijftig werd een woningcomplex wegens verval afgebroken. De overige complexen verloren door opeenvolgende renovaties steeds meer hun oorspronkelijke karakter.
In 1987-1989 werd de buurt, voor zover dit mogelijk was, in zijn oorspronkelijke staat teruggebracht. De Brink werd gerenoveerd door het architectenbureau Onno Greiner (zoon van architect Dick Greiner) en Martien van Goor; Dick Peek renoveerde de overige complexen. Tijdens deze renovatie werden op de gevels van een aantal woningen kunstwerken bevestigd van Harmen Abma, Dick Cassée en Norman Dillworth. Een deel van de woningen in het stenen deel is inmiddels verkocht aan de huurders en andere particulieren.

## Betekenis
Betondorp vormde een inspiratiebron voor de Duitse architect en stedenbouwkundige Martin Wagner, die de eerste vormen van plattenbau in Duitsland introduceerde.

## 'Cementwijk'
Betondorp is onder andere bekend geworden door het boek De Avonden van schrijver Gerard Reve die hier opgroeide. De Avonden speelt zich deels af in Betondorp, dat in het boek Cementwijk heet.
Ook Reves boek Werther Nieland speelt zich in hoofdzaak af in Betondorp, maar dan vóór de Tweede Wereldoorlog. Reve geeft nu geen naam aan de wijk, maar gebruikt enkele straatnamen. In een televisie-interview uit 1963 beschrijft hij zijn eigen beleving van Betondorp:

Over de hele buurt, de huizen, tuinen, daken, straten, pleintjes, heeft altijd voor mij een sfeer gehangen van onpeilbaar diepe, onontkoombare weemoed. 'Laat elke hoop varen, gij die hier opgroeit' aldus zou ik mijn gevoelens kunnen samenvatten (…) Vrees, gevaar, eenzaamheid, de huizen evenzovele grotten en holen, bewoond door onberekenbare demonen, dat is eigenlijk mijn jeugd.

## Bekende Betondorpers
- Wim Bijmoer
- Johan Cruijff
- Ed van der Elsken
- Bobby Haarms
- Gerard (van het) Reve
- Karel van het Reve
- Wout Woltz
- Willeke van Ammelrooy
- Leo van Wijk

## Verder lezen
- Bocanet, Anca (1987) Betondorp. Gebouwd/verbouwd, 1923-1987, Amsterdam: Stichting Wonen.
- Boersma, Tjeerd (1987) Betondorp. Ontwerp, maatschappij, techniek, Amsterdam: Stichting Wonen.
- Greiner, Dick (14 maart 1925) 'Het betondorp te Amsterdam', Bouwkundig Weekblad, 46e jaargang, nummer 11, pp. 176–183. Zie TU Delft scan 1[dode link], scan 2[dode link], scan 3[dode link] en scan 4[dode link].